# Palheiro Golf
O Palheiro Golf é um clube de golfe português de 18 buracos, situado em São Gonçalo, na cidade do Funchal, arquipélago da Madeira. Foi inaugurado em 1993, tendo sido projetado pelo arquiteto de golfe norte-americano Cabell B. Robinson. Os visitantes podem visitar o Palheiro Golf diariamente das 8:00 am às 7:00 pm.